# It's a Rainy Day
«It's a Rainy Day» (en español: Es un día lluvioso) es una canción de eurodance del rapero británico Ice MC y la cantante italiana Alexia. Fue lanzada en 1994 como el tercer sencillo de su tercer álbum, Ice'n'Green.
"It's a Rainy Day" fue un éxito en las listas de éxitos en Europa y sigue siendo una de las canciones más exitosas de Ice MC, junto con "Think about the Way". Alcanzó el número uno en Italia, así como en la lista europea Europe Dance de Music & Media. El sencillo entró entre los 10 primero en Bélgica (2), Finlandia (9), Francia (6), Países Bajos (8) y España (2), así como en el European Hot 100 Singles, donde alcanzó el número seis en diciembre de 1994. Además, fue un éxito entre los 20 primeros en Austria (13), Alemania (14) y Suiza (15). En el Reino Unido, alcanzó el número 73 en su primera semana en la UK Singles Chart, el 2 de abril de 1995. En la lista UK Dance Chart le fue mejor, alcanzando el número 25. Fuera de Europa, "It's a Rainy Day" llegó al número seis en la lista RPM Dance/Urban en Canadá y al número 11 en Israel.
En Francia el sencillo fue galardonado con un disco de plata, con una venta de 125.000 unidades.

## Crítica
La revista británica Music Week le dio tres de cinco estrellas y agregó: "Esta pista de baile ha sido un éxito en algunos países europeos y usa la fórmula familiar de voz excavada y obstinada sobre un ritmo contundente". James Hamilton de Record Mirror Dance Update lo describió como "un galope italiano".

## Videoclip
El video musical fue dirigido por Giacomo De Simone, quien ya lo había hecho en "Think About the Way" y esta vez sí contó con la aparición de Alexia.
Ice MC y Alexia cantan con un fondo rojo, mientras la historia transcurre en el castillo de Monasterace (localizado en Calabria) y un órgano acompaña. Una mujer con vestido de novia, imágenes de una boda se entremezclan con el fantasma de la ópera y vampiros; para explicar los conflictos de un noviazgo. Al final se revela que los novios son una profesora y un estudiante, reflejando las miradas; en la metáfora tenebrosa; de otros a una relación y cómo aun así esta persiste.

## Posicionamiento en listas

### Listas semanales
| Lista (1994)                                     | Máxima posición |
| ------------------------------------------------ | --------------- |
| Alemania (Offizielle Deutsche Charts)            | 14              |
| Austria (Ö3 Austria Top 40)                      | 13              |
| Bélgica (Flandes) (Ultratop 50)                  | 2               |
| Canadá (RPM Dance/Urban)                         | 6               |
| Escocia (Scottish Singles Sales Chart)           | 77              |
| España (AFYVE)                                   | 2               |
| (European Hot 100 Singles)                       | 6               |
| Europe Dance (Music & Media)                     | 1               |
| Finlandia (Suomen virallinen lista)              | 9               |
| Francia (SNEP)                                   | 6               |
| Israel (Israel Top-30)                           | 11              |
| Italia (Musica e dischi)                         | 1               |
| Países Bajos (Dutch Top 40)                      | 8               |
| Países Bajos (Mega Single Top 100)               | 8               |
| Reino Unido (UK Singles Chart)                   | 73              |
| Reino Unido (UK Dance Chart)                     | 25              |
| Reino Unido (UK Club Chart Music Week)           | 30              |
| Suecia (Sverigetopplistan)                       | 25              |
| Suiza (Schweizer Hitparade)                      | 15              |
| Reino Unido (On a Pop Tip Club Chart Music Week) | 5               |

### Listas de fin de año
| Lista (1994)                          | Posición |
| ------------------------------------- | -------- |
| Alemania (Offizielle Deutsche Charts) | 85       |
| Bélgica (Ultratop Flanders)           | 21       |
| (Eurochart Hot 100)                   | 51       |
| Francia (SNEP)                        | 38       |
| Países Bajos (Dutch Top 40)           | 76       |
| Países Bajos (Single Top 100)         | 68       |